# 尾山敦
尾山 敦（おやま つとむ、1970年4月11日 - ）は、富山県東砺波郡城端町（現：南砺市）出身の元プロ野球選手（投手）。

## 来歴・人物
富山県立高岡商業高等学校では1987年の夏の選手権大会に2年生ながらエースとして出場する。長崎商業との1回戦では2点を追う4回から登板して三塁まで走者を進ませない好投を見せ、1学年上の進藤達哉の好走塁などで逆転勝ちした。2回戦では野村弘、橋本清や片岡篤史、立浪和義を擁して春夏連覇を果たすPL学園と対戦。1回に3ランホームランを打たれたものの、その後は追加点を1点に抑えて完投し、高い評価を受けた。翌年の春の選抜大会では1回戦で木村龍治のいた中京に2対7で敗退した。夏も優勝候補の筆頭として県大会決勝まで進出したが、終盤に味方の失策が絡んで浅井樹を擁する富山商業に逆転負けを喫し、甲子園出場はならなかった。
高校卒業後は住友金属に入社。1年目の1989年の日本選手権では5試合を1人で投げ抜き、日本石油との決勝戦でも15安打を打たれながら4失点で完投して優勝投手となり、最優秀選手に選ばれている。1993年は4月に左足股関節を捻挫し、その影響で肩やひじを痛めて投球フォームが崩れた。同年は都市対抗の阪和地区予選、大阪ガスの補強選手として出場した本大会の双方で打ち込まれている。しかし足の回復した夏場以降は走りこみを重ね、日本選手権では5試合全てに登板して4完投、38回を投げて防御率1.38で5勝を挙げた。川尻哲郎との投げ合いとなった決勝戦では日産自動車を完封して4年ぶりに優勝し、自身も再び最優秀選手に選ばれている。巨人や日本ハムも獲得を検討していたが、同年のドラフトで西武から4位で指名を受け、同グループの白鳥浩徳とともに入団した。
故障が原因となってプロでは一軍登板のないまま引退した。その後、郷里の富山県に戻って北陸流通に入社し、軟式野球を始めた。2001年には新世紀・みやぎ国体に出場し、成年一般Bで優勝している。その後も軟式野球を続け、2007年には秋田わか杉国体で成年一般Aの監督兼選手とともに、富山県選手団の旗手を務めた。

## 選手としての特徴
速球と球速差のないフォークボールをウイニングショットとし、スライダーも投げていた。社会人野球で成長し、ボール球をうまく使い打者と駆け引きできるようになったという。

## 詳細情報

### 年度別投手成績
- 一軍公式戦出場なし

### 背番号
- 53 （1994年 - 1997年）